# 15mm velkorážný kulomet ZB-60
15mm velkorážný kulomet ZB-60 byla zbraň vyvíjená a vyráběná firmou Československá zbrojovka. V soudobé terminologii se tento typ zbraně označoval jako „hrubý kulomet“ a předpokládaný účel těchto zbraní byla protiletecká obrana, případně protitanková.
První zkoušky zbraně proběhly v roce 1934, ale nedopadly pro zbraň příznivě. Zástupci armády zbrani vytýkali především nedostatečnou přesnost. O zbraň projevilo zájem ŘOP, které chtělo kulomety ZB 60 vyzbrojit některé sruby arabské odolnosti místo protitankových kanónů a také uvažovalo o jejich umístění do otočných kulometných věží OR. Zkoušky na zbrani se ale neustále protahovaly a možná v tom sehrála roli i snaha o unifikaci výzbroje v opevnění a zrychlení vyzbrojování objektů, že byl nakonec velkorážný kulomet z výzbroje opevnění vyřazen. V průběhu roku 1937 došlo k představení ZB-60 vojenské komisi ze Spojeného království a také zájemcům z Jugoslávie. Vývoj zbraně se po dalších připomínkách dále protahoval, ale nakonec se jej povedlo uvést do výroby ve zbrojovce ve Vsetíně ke konci léta 1938.
Zbraň byla plánovaná u průzkumného tančíku Š-I-P (T-2) z produkce Škoda. Po okupaci byla zbraň vyráběna pro Wehrmacht pod označením 15 mm FlaMG 38t, který ji používal především jako protileteckou zbraň. Licence ke kulometu ZB-60 byla prodána do Velké Británie, kde byla využívána pod označením 15 mm Besa Mk II v obrněných vozidlech Humber nebo lehkých tancích Vickers Mk. VI.

## Uživatelé
- Československo
  - Nacistické Německo
  - Slovensko
  - Jugoslávie
  - Řecko
  - Spojené království

| Ráže                           | 15 mm         |
| Délka zbraně                   | 2 050 mm      |
| Délka hlavně                   | 1 400 mm      |
| Hmotnost zbraně                | 55 kg         |
| Hmotnost hlavně                | 23 kg         |
| Hmotnost podstavce (trojnožka) | 203 kg        |
| Úsťová rychlost                | 860-970 m/s   |
| Rychlost střelby               | 420 ran/min   |
| Dostřel                        | 1 800 m       |
| Zásobník                       | pás na 40 ran |

| Do vzdálenosti 50 m    | 28 mm pancíř |
| Do vzdálenosti 350 m   | 16 mm pancíř |
| Do vzdálenosti 1 500 m | 6 mm pancíř  |